# Pockhorn
Pockhorn je naselje v Občini Sveta Kri v Okraju Špital ob Dravi  na Koroškem v Avstriji.